# FK Pardubice
Actualités
Le FK Pardubice a.s. est un club tchèque de football basé à Pardubice et fondé en 1925. 

## Palmarès
- Coupe de Tchécoslovaquie
  - Finaliste (1) : 1969